# Police... secours !
Pour plus de détails, voir Fiche technique et Distribution.
Police... secours ! (Car 54, Where Are You?) est un film américain réalisé par Bill Fishman, sorti en le 28 janvier 1994. C'est une relecture de l'émission de télévision Car 54, Where Are You? (en) en ondes de 1961 à 1963.

## Fiche technique
- Titre original : Car 54, Where Are You?
- Titre français : Police... secours !
- Réalisation : Bill Fishman
- Scénario : Erik Tarloff, Ebbe Roe Smith, Peter McCarthy et Peter Crabbe
- Photographie : Rodney Charters
- Montage : Alan Balsam et Earl Watson
- Musique : Pray for Rain et Bernie Worrell
- Production : Robert H. Solo (en)
- Pays d'origine : États-Unis
- Format : Couleurs - 1,85:1 - Mono
- Genre : Comédie
- Durée : 89 minutes
- Date de sortie : 1994

## Distribution
- David Johansen : l'officier Gunther Toody
- John C. McGinley : l'officier Francis Muldoon
- Fran Drescher : Velma Velour
- Nipsey Russell : le capitaine de police Dave Anderson
- Rosie O'Donnell : Lucille Toody
- Al Lewis : l'officier Leo Schnauser
- Daniel Baldwin : Don Motti
- Jeremy Piven : Herbert Hortz
- Tone Loc : le beau chauffeur de taxi
- The Ramones : eux-mêmes
- Penn and Teller : les Luthers

## Distinctions
- 1 prix récompencé au Razzie Awards en 1995 :
  - pire second rôle féminin (Rosie O'Donnell)